# Diocesi di Oleno
La diocesi di Oleno (in latino: Dioecesis Olenensis) è una sede soppressa e sede titolare della Chiesa cattolica.

## Storia
Oleni o Olena, nell'Elide (sedi successive della diocesi furono Gastouni, e poi Pyrgos), è un'antica sede vescovile della Grecia nel Peloponneso. Inizialmente suffraganea dell'arcidiocesi di Corinto, nel IX secolo entrò a far parte della metropolia di Patrasso. Appare per la prima volta, con il nome di Bolena, nella Notitia Episcopatuum attribuita all'imperatore bizantino Leone VI (886-912) e databile all'inizio del X secolo; Bolena è il solo termine conosciuto nel Medioevo nelle fonti greche. Unico vescovo greco noto di Oleno è Pietro, vissuto tra IX e X secolo.
Durante la quarta crociata (1204), fu istituita la diocesi Oleno di rito latino, che sopravvisse fino agli inizi del XV secolo. Ad Oleno apparteneva anche la città di Andravilla (oggi Andravida), capitale del Principato d'Acaia, di cui si conoscono vescovi dal 1242: infatti con un breve del 26 settembre 1236 papa Gregorio IX avocava a sé una causa intercorsa tra il vescovo di Oleno e gli Ospitalieri di Andravilla. In seguito Andravilla non ebbe più vescovi, ma divenne la sede abituale dei vescovi di Oleno. Cattedrale della diocesi era la chiesa di Santa Sofia; ad Andravida si trova anche l'antica chiesa dei Templari, la chiesa di San Giacomo, dove sono poste le tombe di alcuni principi latini d'Acaia. La diocesi ebbe termine quando, nel 1432, il principato passò nelle mani del despota bizantino Costantino XI Paleologo, futuro imperatore di Bisanzio.
Oleno è annoverata tra le sedi vescovili titolari della Chiesa cattolica con il nome di Olena; la sede è vacante dal 14 giugno 1995. Nel Settecento tra le sedi titolari apparve anche la sede titolare di Bolina, oggi soppressa, dovuta alla confusione fra le città di Bolena/Oleno e Bolina.

## Cronotassi

### Vescovi greci
- Pietro † (circa IX-X secolo)[4]

### Vescovi latini
- P. † (menzionato nel 1217)
- Guglielmo † (6 maggio 1246 - ?)
- Giullaume de Pontoise, O.S.B.Clun. † (1258 - 18 dicembre 1263 deceduto)
- Anonimo † (menzionato nel 1278)
- Niccolò † (30 settembre 1285 - ? deceduto)
- Giovanni Muto dei Papazzurri † (23 dicembre 1297 - 6 febbraio 1300 nominato vescovo di Imola)
- Leonardo † (26 marzo 1300 - ?)
- Aimone, O.S.B. † (circa 1310 - 13 gennaio 1313 nominato vescovo di Arbe)
- Giacomo † (circa 1313 - ? deceduto)
- Giovanni, O.Cist. † (circa 1330 - ?)
- Francesco I † (18 marzo 1333 - ? deceduto)
- Ludovico della Torre † (30 marzo 1349 - 17 maggio 1357 nominato vescovo di Corone)
- Francesco II † (26 maggio 1357 - ? deceduto)
- Pietro da Piacenza, O.F.M. † (4 marzo 1362 - ? deceduto)
- Matteo † (27 marzo 1370 - ? deceduto)
  - Pietro Nicolai, O.P. † (4 marzo 1388 - ?) (antivescovo)
- Ludovico † (24 luglio 1388 - ?)
- Antonio da Macerata, O.E.S.A. † (11 agosto 1391 - ? deceduto)
- Teodoro da Costantinopoli, O.P. † (10 aprile 1418 - dopo il 1421)

### Vescovi titolari
- Pierre de l'Abbé † (13 aprile 1519 - ?)
- Raimondo Lezzoli, O.P. † (20 ottobre 1696 - 18 gennaio 1706 deceduto)
- Michael Portier † (26 agosto 1825 - 15 maggio 1829 nominato vescovo di Mobile)
- Thomas Griffiths † (30 luglio 1833 - 12 agosto 1847 deceduto)
- Sébastien-Théophille Neyret † (31 marzo 1848 - 5 novembre 1862 deceduto)
- Agustín Cecilio Gómez de Carpena y Bolio † (22 settembre 1864 - 5 ottobre 1868 deceduto)
- Jean-Marcel Touvier, C.M. † (1º ottobre 1869 - 4 agosto 1888 deceduto)
- Pio Claudio Nesi, O.F.M. † (22 aprile 1901 - 2 maggio 1901 deceduto)
- Joseph Robert Cowgill † (26 settembre 1905 - 7 giugno 1911 succeduto vescovo di Leeds)
- Luís Silva Lezaeta † (5 gennaio 1912 - 3 febbraio 1928 nominato vescovo di Antofagasta)
- Paul Wang Wen-cheng (Uamuencem) † (16 dicembre 1929 - 11 aprile 1946 nominato vescovo di Nanchong)
- Clemens Geiger, C.PP.S. † (17 gennaio 1948 - 14 giugno 1995 deceduto)